# 1xBet
1xBet, також 1хСтавка — російська букмекерська компанія, заснована 2007 року в Брянську, РФ. Веде діяльність під ліцензією юрисдикції Кюрасао. Правоохоронні органи Росії підозрюють компанію в незаконному заробітку 63 млрд руб, заборонена на території РФ, продовжує роботу нелегально.
З 2022 року в Україні діє філія компанії, ТОВ «Твоя беттінгова компанія», яка має право використовувати бренд 1xBet в Україні.

## Історія
Створена 2007 року, працювала на ринку Східної Європи, згодом розширила діяльність на інші країни. Приймає ставки на результати спортивних змагань, події культурного і суспільного життя, загалом на понад 1000 подій, від стандартних ставок на спорт до інших, на кшталт ставок про те, коли людина висадиться на Марс, хто отримає «Оскар» або коли об'єднаються Кореї.
До 2012 року працювала під керуванням російської компанії ТОВ «Букмекер Паб». Після закриття проєкту «Букмекер Паб» створила інший сервіс — «1хСтавка», помінявши склад співробітників і підключивши сайт до «Першого ЦУПІС» (сервіс зі створення центру обліку переказів ставок букмекерських контор).
2015 року Роскомнадзор заблокував роботу компанії в РФ, але компанія продовжила діяльність у цій країні. У Росії компанія також діє під торговельною маркою «1хСтавка», що належить тим же особам, що й 1xBet.
З березня 2020 року має ліцензію на роботу в Мексиці.
У березні 2022 року Комісія з регулювання азартних ігор та лотерей видала ліцензію філії компанії в Україні, ТОВ «Твоя беттінгова компанія», на роботу в Україні під брендом 1xBet. 7 вересня в Комісії, після численної критики, заявили, що компанію було позбавлено ліцензії. Компанія подала позов, вимагаючи повернути дві ліцензії на роботу в Україні, справу мав розглянути Окружний адміністративний суд Києва, справу мав розглянути Володимир Келеберда, що проходить як підозрюваний у справі іншого судді Павла Вовка.

## Розслідування діяльності

### Велика Британія
2019 року, після публікації розслідування видання The Sunday Times, роботу компанії в Британії було зупинено. Комісія з азартних ігор попередила клуби Челсі, Ліверпуль та Тоттенгем про можливі багатомільйонні штрафи у випадку продовження співпраці з компанією. Згідно з журналістським рослідуванням, 1xBet незаконно розміщувала рекламні матеріали на понад 1200 піратських сайтах лише протягом проаналізованих 6 місяців.

### Кенія
2020 року Кенія анулювала ліцензію для 1XBet, де букмекеркомпанію було викрито в залученні молоді до азартних ігор.

### Росія
Згідно з даними слідства, заборонений у Росії букмекер, не маючи ліцензії та дозволу на роботу, приніс власникам 63 млрд рублів прибутків.
У серпні 2020 року управління Слідчого комітету РФ у Брянській області опублікувало список підозрюваних у створенні компанії 1xBet, що також є фігурантами кримінальної справи: громадяни Росії Сергій Каршков, Роман Семіохін і Дмитро Казорін. Британія та Слідчий комітет РФ оголосили їх у розшук. Засновник компанії Роман Семіохін з 2016 року живе на Кіпрі.

### Україна
В Україні компанія провадила діяльність і до отримання ліцензії навесні 2022 року. Згідно з журналістськими розслідуваннями, компанія проводила платежі для проведення ставок, підробляючи їхні дані, зокрема, проводячи їх як оплату житлово-комунальних послуг або клубів відеоігор.
У серпні 2022 року, Бюро економічної безпеки України відкрило провадження щодо 1xBet у підозрі в ухиленні від сплати податків у особливо великих розмірах.
У листопаді 2022 року КРАІЛ почала перевірку всіх операторів азартних ігор, що офіційно працюють в Україні, щодо їхніх зв'язків із РФ.
У березні 2023 року суд арештував 100 % корпоративних прав компанії вартістю 30 млн грн, яка здійснювала незаконну діяльність у сфері організації та проведення азартних ігор у інтернеті. У травні того ж року нацагентство АРМА отримало в управління 30 млн грн (100% статутного капіталу) ТОВ "Твоя беттінгова компанія", що працювало під брендом 1xBet.
31 травня 2024 року ВАКС стягнув у дохід держави цінні папери та кошти на суму понад 1,8 млрд грн у  ТОВ «Роял Пей», які належали російському букмекеру 1xBet.

## Заборони й блокування

### Блокування у Сомалі
21 серпня 2023 року, за повідомленням агентства Reuters, уряд Сомалі заборонив TikTok, Telegram і російську букмекерську компанію 1xBet, заявивши, що ці сервіси використовуються для тероризму та аморальної пропаганди у цій східноафриканській державі.  

## Спонсорство
- 2018—2021 — італійська «Серії А»[34]
- З 2018 — ФК «Астана»[35]
- Збірна Нігерії з футболу, нігерійська футбольна прем'єр-ліга[36]
- ФК «Кардіфф»[37]
- ФК «Тоттенгем Готспур»[38]
- 2019 — Африканська конфедерація футболу[39]
- 2019 — ФК «Барселона»[40]
- 2020 — українська кіберспортивна команда «Natus Vincere»[41]

З 2018 року амбасадором компанії є італійський футболіст Андреа Пірло.

## Нагороди
- 2018 — «Висхідна зірка інновацій в спортивному бетинзі» — премія SBC Awards[43]
- 2020 — «Найкращий кіберспортивний оператор року» — премія SBC Awards[44]